# (38545) 1999 VS27
1999 VS27 (asteroide 38545) é um asteroide da cintura principal. Possui uma excentricidade de 0.04908360 e uma inclinação de 9.88425º.
Este asteroide foi descoberto no dia 3 de novembro de 1999 por CSS em Catalina.